# The Scots Magazine
The Scots Magazine est un magazine contenant des articles sur des sujets présentant un intérêt d'un point de vue écossais. C'est à l'heure actuelle le plus vieux magazine au monde toujours publié,, même s'il y a eu quelques interruptions dans l'histoire de sa publication. Il a publié des articles sur des événements allant de la défaite des jacobites jusqu'à la Seconde Guerre mondiale et à la création du nouveau parlement écossais, en passant par les guerres napoléoniennes. 
Sa publication commence en janvier 1739 et se poursuit jusqu'en 1826, date à laquelle les ventes avaient tellement chuté que le journal dut être arrêté. Cependant, en 1888, sa publication reprend avec un nouveau propriétaire et continue jusqu'en 1893, où de nouveau la publication est interrompue.
Sa forme actuelle date d'avril 1924, date à laquelle il a été repris par la Saint Andrew's Society (en) pour être l'organe officiel des sociétés écossaises à travers le monde. Il est repris en avril 1927 par D. C. Thomson & Co., son actuel propriétaire.